# Bamiyan (province)
Pour les articles homonymes, voir Bâmiyân (homonymie).

Districts de la province de Bamiyan

Bamiyan ou Bâmiyân est une province du centre de l'Afghanistan. Sa capitale est la ville Bâmiyân.

## Districts et nombre d'habitants

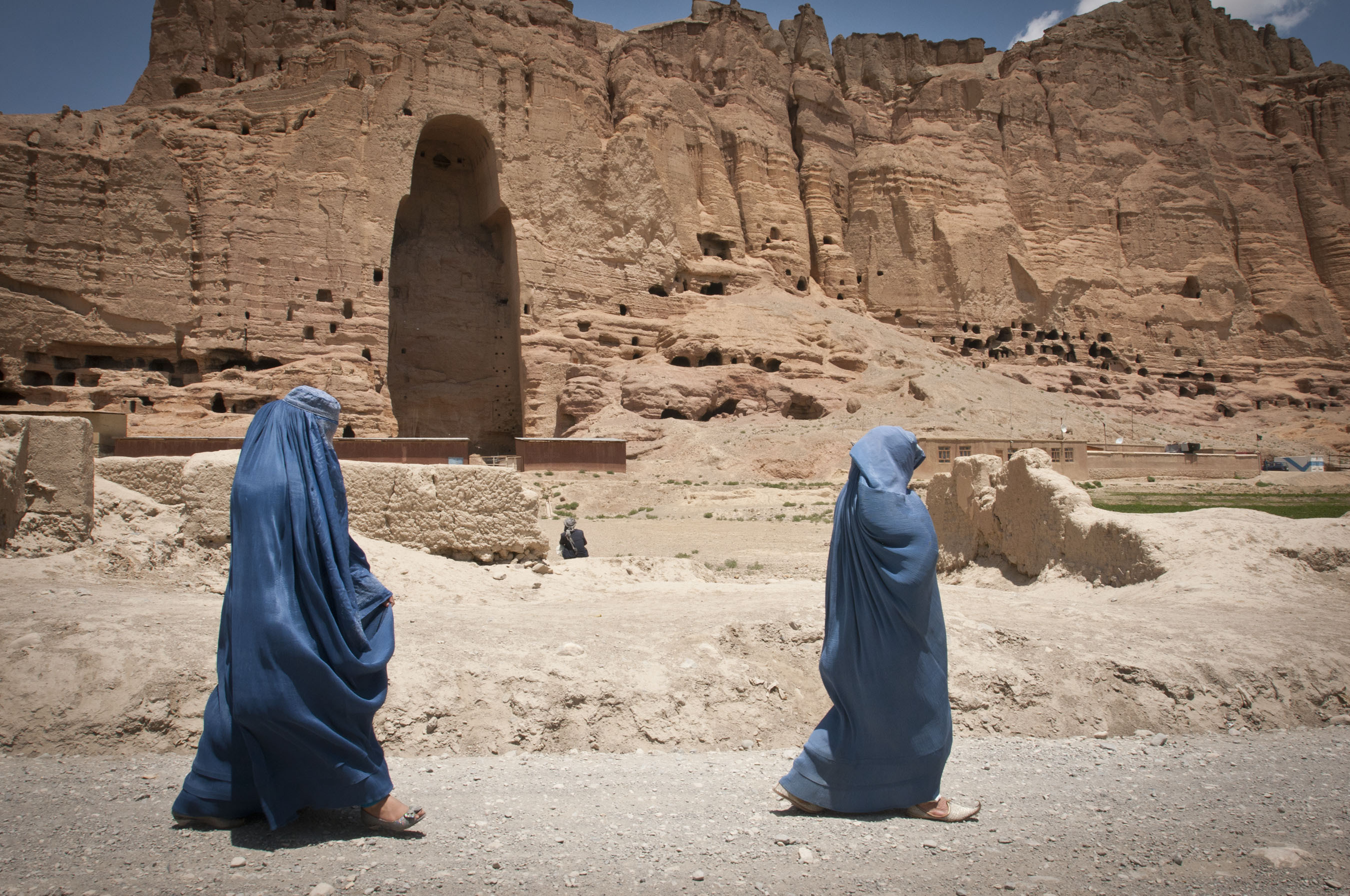
Deux femmes passent à côté des Bouddhas de Bâmiyân dans cette même province. Juin 2012.

- Bamiyan (Capitale - 61.863)
- Kahmard (17.643)
- Panjab (47.099)
- Sayghan (18.001)
- Chibar (25.177)
- Waras (81.787)
- Yakaolang (65.573)